# Шауштатар

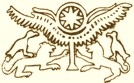
Царська печатка Шауштатар

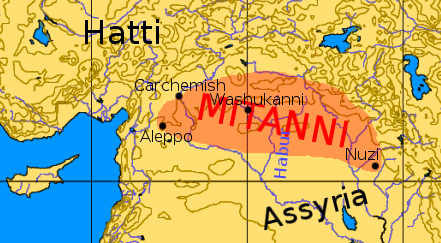
Царство Мітанні

Шауштатар — цар Мітанні, був сином Паршататара. На той час він зійшов на трон близько 1410-х до н. е.
В цей час звільнившись від постійної загрози від єгиптян, Шауштатар звернув свою увагу на Ассирію. Він вторгся в Ассирію і розгромив та розграбував її столицю Ашшур. Після свого вторгнення до Ассирії, Шауштатар повернув свою армію на захід через Євфрат, пройшовшись по всіх північних сирійських державах і встановивши свій вплив на них, він дійшов зі своєю армією до берега Середземного моря. Він можливо встановив свій вплив до Палестини. Проте, більшість південної Сирії як і раніше належала до єгипетської сфери впливу, яка вже давно була загрозою для Мітанні.
Результатом розширення експасії в Палестині була війна з Єгиптом. Однак під час планування війни Шауштатар помер, а його син Артатама хотів домовитись з фараоном Аменхотепом II про альянс.
| Попередник | Цар Мітанні           | Наступник  |
| ---------- | --------------------- | ---------- |
| Паршататар | бл.1450—1410 до н. е. | Артатама I |

## Сучасники Шауштатара (1450–1410рр. до н.е.) царя Мітанні
| Єгипет                    | Ассирія                          | Хетти                    |
| ------------------------- | -------------------------------- | ------------------------ |
| Тутмос III (1479–1428)    |                                  |                          |
| Аменхотеп II (1428–1412)  | Ашшур-бел-нішешу (1419–1410)     | Арнувандас I (1440–1420) |
| Тутмос IV (1412–1405(02)) | Ашшур-рим-нишешу (1410–1403(02)) | Хаттусілі II (1420–1400) |
|                           |                                  |                          |